# Michael D’Arcy
Michael D’Arcy (* 7. März 1934 im County Wexford; † 1. Mai 2024) war ein irischer Politiker der Fine Gael.

## Leben und Familie
Michael D’Arcy war der Vater von Michael William D’Arcy (* 1970), der ebenfalls als Politiker und Staatsminister aktiv war.

## Politik
Michael D’Arcy übernahm 1958 als Nachrücker den Sitz seines verstorbenen Vaters im Wexford County Council. Er kandidierte bei der Wahl zum Dáil Éireann 1973 ohne Erfolg für den Wahlkreis Wexford. Bei der folgenden Parlamentswahl 1977 konnte er dann als Teachta Dála in den Dáil Éireann einziehen.
Garret FitzGerald ernannte D’Arcy am 30. Juni 1981 zum Staatsminister für landwirtschaftliche Produktion und Marketing im Landwirtschaftsministerium der Regierung FitzGerald I. Die Amtszeit bis zum 9. März 1982 währte kurz. Mit der Regierung FitzGerald II wurde er erneut, diesmal für das Forst- und Fischereiministerium, zum Staatsminister ernannt. Am 18. Februar 1986 wurde er entlassen.
Bis zur Parlamentswahl 1987 verteidigte er seinen Sitz im Dáil. Bei der Parlamentswahl 1989 er anstelle von Avril Doyle wieder in den Dáil gewählt. D’Arcy blieb bis 1992 im Dáil Éireann, dann musste er seinen Sitz erneut für Avril Doyle wieder räumen. Es gelang ihm, im Februar 1993 über die Landwirtschaftsliste in den Seanad Éireann einzuziehen. Bei der Wahl zum Dáil Éireann 1997 konnte er Avril Doyle wieder verdrängen. Nach der Parlamentswahl 2002 schied er aus dem Dáil Éireann aus.
1999 wurde er in den Gemeinderat von Gorey gewählt, dem er bis 2009 angehörte.